# Xynobius allogastricus
Xynobius allogastricus är en stekelart som först beskrevs av Fischer 1971.  Xynobius allogastricus ingår i släktet Xynobius och familjen bracksteklar. Inga underarter finns listade i Catalogue of Life.